# Sclerographiopsis dalbergiae
Sclerographiopsis dalbergiae är en svampart som beskrevs av Deighton 1973. Sclerographiopsis dalbergiae ingår i släktet Sclerographiopsis, divisionen sporsäcksvampar och riket svampar.   Inga underarter finns listade i Catalogue of Life.